# Jeruzalem (Ljutomer, Slovenija)
Jeruzalem je naselje u slovenskoj Općini Ljutomeru. Jeruzalem se nalazi u pokrajini Štajerskoj i statističkoj regiji Pomurju. 

## Stanovništvo
Prema popisu stanovništva iz 2002. godine naselje je imalo 43 stanovnika.